# Sideroxylon thornei
Sideroxylon thornei är en tvåhjärtbladig växtart som först beskrevs av Arthur John Cronquist, och fick sitt nu gällande namn av Terence Dale Pennington. Sideroxylon thornei ingår i släktet Sideroxylon och familjen Sapotaceae. Inga underarter finns listade i Catalogue of Life.